# Alliance rwandaise pour l'unité nationale
Pour les articles homonymes, voir Arun.
L'Alliance rwandaise pour l'unité nationale (ARUN) – ou Rwandese Alliance for National Unity (RANU) –, créée en 1979, est une organisation éphémère qui regroupa les réfugiés rwandais (tutsis) en Ouganda. Elle succédait, sur un mode plus politique, à la Rwanda Refugees Welfare Foundation (RRWF), qui était davantage axée sur l'assistance aux réfugiés.
L'ARUN prit le contre-pied de la politique de division entre Rwandais propagée par les nationalistes hutus.
Basée à Nairobi (Kenya) de 1981 à 1986, elle fut rebaptisée Front patriotique rwandais (FPR) en 1987.

## Source
- Linda Melvern, Complicités de génocide. Comment le monde a trahi le Rwanda, Karthala, 2010, p. 52  (ISBN 9782811103637)